# Panghak állomás
Panghak (Banghak) állomás föld feletti metróállomás a szöuli metró 1-es vonalán. Egyúttal a hagyományos Kjongvon (Gyeongwon) vasútvonal állomása is.

## Viszonylatok
| 1-es vonal                                       | 1-es vonal                   | 1-es vonal                                      |
| ------------------------------------------------ | ---------------------------- | ----------------------------------------------- |
| Tobong (Dobong) Szojoszan (Soyosan) felé         | Kjongvon (Gyeongwon) szakasz | Cshang-tong (Chang-dong) Incshon (Incheon) felé |
| Korail                                           |                              |                                                 |
| Cshang-tong (Chang-dong) Jongszan (Yongsan) felé | Kjongvon (Gyeongwon) vonal   | Tobong (Dobong) Pengmagodzsi (Baengmagoji) felé |